# Elefant (film fra 2019)
 For alternative betydninger, se Elefant (flertydig). (Se også artikler, som begynder med Elefant)
Elefant (russisk: Элефант) er en russisk spillefilm fra 2019 af Aleksej Krasovskij.

## Medvirkende
- Aleksej Guskov som Valentin Shubin
- Ingrid Olerinskaja som Tanya
- Jan Tsapnik som Roman
- Frédéric Beigbeder som Vincent Amari
- Jevgenija Dmitrijeva som Ada